# クレワン級高速戦闘艇
クレワン級高速戦闘艇はインドネシア海軍のステルス高速戦闘艇である。設計はLOMOcean Marine、製造はNorth Sea Boatsによって行われた。
KRI「クレワン」は進水直後の2012年9月28日に造船所で艤装工事中に火災で焼失。同級2番艦「ゴロク」が2021年8月21日に進水した。

## 設計

### 機関
MAN V12ディーゼルエンジン4基を搭載し、総出力は7,200馬力(5.4MW)となっている。推進器にはMJP550ウォータージェット4基が主船体とアウトリガーに、それぞれ2基ずつ配置されている。
航続距離は約2,000海里 (3,700km)で、乗員は特殊部隊を含めて29名となっている。

### 兵装
C-704またはC-705艦対艦ミサイル4-8発と730型CIWS1基を搭載する。設計ではペンギンやエグゾセなどのミサイルやボフォース57mm砲も艦の安定性に影響を与えることなく搭載することができるとされている。
特殊部隊用に11m級の複合艇も搭載できる。

## 艦歴
インドネシア海軍は2012年から4隻のうちの最初の1隻を発注し、納入を開始した
。
ネームシップの「クレワン」は2012年8月29日に進水したが、そのわずか4週間後の9月28日にバニュワンギでの艤装中に火災により喪失した。

### 代替艦の発注
喪失したクレワンの代替艦が2016年に発注された。新造艦には、この間のビニルエステル樹脂の技術進歩によるナノ粒子が組み込まれた。これらの粒子はカーボンまたはグラスファイバーを介して樹脂を補強し、難燃性のビニルエステルの注入を助ける。これにより新造艦の炭素繊維複合材は事故消火性を持つことになった
。
2022年1月14日、2番艦「ゴロク」がスラバヤで就役した。

## 同型艦
| 艦名         | 艦番号    | 建造                      | 進水           | 就役           | 備考                                       |
| ------------ | --------- | ------------------------- | -------------- | -------------- | ------------------------------------------ |
| KRI クレワン | 625 (X3K) | PT Lundin Industry Invest | 2012年 8月29日 |                | 2012年9月28日 艤装工事中に火災により喪失。 |
| KRI ゴロク   | 688       | PT Lundin Industry Invest | 2021年 8月21日 | 2022年 1月14日 |                                            |